# Lipoltovský potok
Lipoltovský potok (též Kynžvartský potok) je 21,5 km dlouhý potok v okrese Cheb v Karlovarském kraji. Plocha jeho povodí měří 85 km².

## Průběh toku
Potok pramení v horském sedle pod Lesným, nejvyšší horou Slavkovského lesa. Jeho pramen se nachází přibližně jeden kilometr jihovýchodně od vrcholu v nadmořské výšce okolo 900 metrů. Od pramene teče jižním směrem, protéká Lázněmi Kynžvart, parkem zámku Kynžvart a západním, později severozápadním směřuje k Úbočí, místní částí obce Dolní Žandov. Zde se směr toku mění na severní a po úbočí Slavkovského lesa dospěje potok do Milíkova. Opouští oblast Slavkovského lesa a vtéká do Chebské pánve. Protéká Mokřinou, místní částí Milíkova, západním směrem pokračuje přes Tuřany a Lipoltov až k Odravě, do které se vlévá pod vodní nádrží Jesenice.

### Větší přítoky
- Podleský potok – pravostranný
- Šitbořský potok – levostranný